# Urs Freuler
Urs Freuler (født 6. november 1958 i Bilten) er en forhenværende cykelrytter fra Schweiz. Han kørte både landevejs- og banecykling. I Giro d'Italia vandt han mellem 1982 og 1989 15 etaper, og i Tour de France vandt han én. 
På bane har han vundet medaljer ved nationale, verdens- og europæiske mesterskaber. 
Fra 1981 til 1994 vandt Freuler 21 seksdagesløb, heriblandt to ved Københavns seksdagesløb med makker Danny Clark.